# Agresfont
Agresfont (grec antic: Ἀγρέσφων, llatí: Agresphon) fou un escriptor i gramàtic grec esmentat per la Suïda que va deixar un llibre referit a persones amb el mateix nom, Περὶ Ὁμωνύμων, en el qual parla d'un Apol·loni que va viure en temps d'Hadrià, fet el que indica que vivia al segle ii o més tard.